# Daniela Klemenschits
Daniela Klemenschits (* 13. November 1982 in Wien; † 9. April 2008 in Salzburg) war eine österreichische Tennisspielerin.

## Karriere
Klemenschits bildete mit ihrer Zwillingsschwester Sandra bis 2006 das stärkste Damendoppel Österreichs. 2005 bestritten die beiden Schwestern zwei Partien im Fed Cup. Auf ITF-Ebene gewann Daniela Klemenschits zwischen 2000 und 2006, fast immer im Team mit ihrer Schwester, insgesamt 22 Doppeltitel. Im August 2005 belegte sie Platz 95 der Doppelweltrangliste, ihre höchste Position im Einzel war Platz 356 im Juli 2001.
Beide Schwestern erkrankten Anfang 2007 an einem Plattenepithelkarzinom, einem Krebsleiden des Unterleibes. Ihr Schicksal löste ein weltweites Medienecho aus, als auf Initiative von Barbara Schett und anderen eine Spendenaktion auf der WTA Tour und der ATP World Tour zustande kam, mit deren Erlös die kostspieligen Behandlungen finanziert wurden. Während Sandra geheilt werden konnte, starb Daniela im April 2008. Ihre Krankheit war schon zu weit fortgeschritten.

## Erfolge

### Doppel

#### Finalteilnahme
| Nr. | Datum    | Turnier  | Kategorie    | Belag | Partnerin           | Finalgegnerinnen                      | Ergebnis |
| --- | -------- | -------- | ------------ | ----- | ------------------- | ------------------------------------- | -------- |
| 1.  | Mai 2005 | Istanbul | WTA Tier III | Sand  | Sandra Klemenschits | Marta Marrero Antonella Serra Zanetti | 4:6, 0:6 |